# Erophila
Erophila é um género de plantas, da família das Brassicaceae. O nome em latim (Erophila), faz referência ao Amor (Eros + phila), talvez porque possam ser oferecidas pelos enamorados (?). São originárias da Europa Central. O género Draba, também pertencente às brassicáceas, está fortemente associado geneticamente a este género botânico.